# Agricola (namn)
Agricola är ett namn ursprungligen från latin och betyder bonde Namnet hade namnsdag den 27 november innan 1901. Det är även ett efternamn.

## Personer med efternamnet
- Alexander Agricola (1445–1506), nederländsk tonsättare
- Christian Agricola (1550–1586), estnisk biskop, son till Mikael Agricola
- Christoph Ludwig Agricola (1667–1719), tysk landskapsmålare
- Georgius Agricola (1494–1555), tysk läkare och vetenskapsman, metallurg
- Gnaeus Julius Agricola (40–93), romersk general, biograferad av svärsonen Tacitus
- Johann Friedrich Agricola (1720–1774), tysk musiker, Fredrik den stores hovkompositör
- Johannes Agricola (1494–1566) (även J. Schneider och J. Schnitter), tysk reformator
- Martin Agricola (1486–1556), tysk kompositör, musiker och  musikteoretiker
- Mikael Agricola (1510–1557), svensk (finländsk) biskop, reformator och det finska skriftspråkets grundare, far till Christian Agricola
- Rudolf Agricola (1444–1485), nederländsk vetenskapsman och humanist